# Diastella (insect)
Diastella is een geslacht van rechtvleugeligen uit de familie sabelsprinkhanen (Tettigoniidae). De wetenschappelijke naam van dit geslacht is voor het eerst geldig gepubliceerd in 1878 door Brunner von Wattenwyl.

## Soorten
Het geslacht Diastella omvat de volgende soorten:
- Diastella flexuosocercata Brunner von Wattenwyl, 1891
- Diastella hilleri Rentz, Su & Ueshima, 2008
- Diastella kuranda Rentz, Su & Ueshima, 2008
- Diastella latifolia Brunner von Wattenwyl, 1878
- Diastella maculata Hebard, 1922